# Comuna Putineiu, Teleorman
Putineiu este o comună în județul Teleorman, Muntenia, România, formată din satele Băduleasa, Cârlomanu și Putineiu (reședința).

## Demografie
Componența etnică a comunei Putineiu
     Români (84,21%)
     Romi (10,2%)
     Alte etnii (5,59%)
Componența confesională a comunei Putineiu
     Ortodocși (91,25%)
     Adventiști (2,48%)
     Alte religii (0,39%)
     Necunoscută (5,88%)
Conform recensământului efectuat în 2021, populația comunei Putineiu se ridică la 2.058 de locuitori, în scădere față de recensământul anterior din 2011, când fuseseră înregistrați 2.371 de locuitori. Majoritatea locuitorilor sunt români (84,21%), cu o minoritate de romi (10,2%). Din punct de vedere confesional, majoritatea locuitorilor sunt ortodocși (91,25%), cu o minoritate de adventiști (2,48%), iar pentru 5,88% nu se cunoaște apartenența confesională.

## Istorie
La sfârșitul secolului al XIX-lea, comuna făcea parte din plasa Călmățuiul al județului Teleorman și era format din satele Cârliomanu și Putineiu, cu o populație de 1878 de locuitori. În comună exista o școală mixtă cu 46 de elevi și două biserici. La acea vreme, satul Băduleasa făcea parte din comuna învecinată Băneasa.
În Anuarul Socec din 1925, apar comunele Băduleasa și Putineiu, ambele făcând parte din plasa Turnu Măgurele a aceluiași județ. Comuna Putineiu avea o populație de 2402 de locuitori, iar comuna Băduleasa avea o populație de 2921 de locuitori (în satele Băduleasa, Șipotele-Iamandi și Viroși).
În anul 1950, comuna a trecut în administrația raionului Turnu Măgurele al regiunii Teleorman, raion care, doi ani mai târziu, a fost inclus în regiunea București. În timp, comuna Băduleasa a fost desființată și inclusă în comuna Putineiu, iar satele Șipotele, Viroși și Iamandi au fost desființate și contopite cu satele Băduleasa, Putineiu și Cârliomanu.
În anul 1968, comuna a trecut la județul Teleorman, în actuala structură.

## Politică și administrație
Comuna Putineiu este administrată de un primar și un consiliu local compus din 11 consilieri. Primarul, Ionuț Dorin Sima[*], de la Partidul Național Liberal, este în funcție din octombrie 2020. Începând cu alegerile locale din 2024, consiliul local are următoarea componență pe partide politice:
|  | Partid                    | Consilieri | Componența Consiliului | Componența Consiliului | Componența Consiliului | Componența Consiliului | Componența Consiliului | Componența Consiliului | Componența Consiliului | Componența Consiliului | Componența Consiliului |
|  | ------------------------- | ---------- | ---------------------- | ---------------------- | ---------------------- | ---------------------- | ---------------------- | ---------------------- | ---------------------- | ---------------------- | ---------------------- |
|  | Partidul Național Liberal | 9          |                        |                        |                        |                        |                        |                        |                        |                        |                        |
|  | Partidul Social Democrat  | 2          |                        |                        |                        |                        |                        |                        |                        |                        |                        |

## Monumente istorice
Singurul monument istoric din comuna Putineiu este "Casa Gheorghe Urziceanu" din satul Băduleasa, localizat în centrul satului și care datează din anul 1920.